# 계간 리얼판타
계간 리얼판타는 웹사이트 리얼판타에서 발행한 소설 문예지이다. 2002년 창간되어 계간지로 발행되었다.
본격문학과 대중문학의 구분을 없애고 모든 장르의 문학을 아우르겠다는 이념과 함께 창간되었으나 소규모의 웹사이트에서 발행한다는 한계를 그대로 드러내었고 리얼판타 사이트와 연계성이 없으면서도 웹사이트의 오프라인판(회지와 같은 개념)이 아니냐는 인식에서 오는 괴리감(웹사이트 자체는 이전부터 유행하던 독자 참여식 판타지 연재 사이트와 흡사하면서도 잡지는 문단 데뷔작가와 별도의 경로를 통해 선별한 신인작가의 글이 실리는 주류문단의 문예지와 대동소이한 형식을 갖고 있었다)으로 인해 큰 반향은 얻지 못하고 자본 및 제반사정으로 6호까지 발행된 후 휴간(사실상 폐간)되었다.